# Synallaxe huppé
Cranioleuca subcristata
Espèce
Répartition géographique
Statut de conservation UICN

 LC  : Préoccupation mineure
Le Synallaxe huppé (Cranioleuca subcristata) est une espèce de passereaux de la famille des Furnariidae.

## Répartition et sous-espèces
Selon la classification de référence du Congrès ornithologique international (15.1, 2025) il se répartit en deux sous-espèces (ordre phylogénique) :
- C. s. subcristata (Sclater, 1874)) — de la cordillère Orientale (Colombie) au pourtour du lac de Maracaibo à la cordillère de la Costa et la péninsule de Paria ;
- C. s. fuscivertex Phelps & Phelps Jr, 1955 — serranía de Perijá.